# Равенсбург
Равенсбург (на немски: Ravensburg, [ˈʁaːvn̩sbʊʁk] или [ˈʁaːfn̩sbʊʁk]) е окръжен град в Баден-Вюртемберг, Германия. Градът има 49 929 (31 декември 2011) жители.
Първите заселници тук са още от ранната каменна ера около 2000 пр.н.е. За пръв път Равенсбург e споменат в документ през 1088 г. и от 1278 до 1803 г. е свободен имперски град.
Историческият стар град, с патрицианските му големи къщи, кметството, е почти запазен.

## Галерия
- Ратуша
- Вокзал
- Съд
- Ратуша
- Концертна зала / Театър